# Nosislav
Nosislav (deutsch Nußlau) ist eine Minderstadt in Tschechien. Sie liegt vier Kilometer südöstlich von Židlochovice und gehört zum Okres Brno-venkov.

## Geographie
Nosislav erstreckt sich am Fuße der westlichen Ausläufer des Ždánický les in der Thaya-Schwarza-Senke am linken Ufer der Svratka. Der Ort liegt am Südrand des Naturparks Výhon. Nördlich erheben sich die Přední hory (241 m) und Dlouhé lišky (237 m). Östlich führt die Autobahn D 2/E 65 vorbei, die nächste Abfahrt 11 liegt bei Blučina.
Nachbarorte sind Blučina im Norden, Jalovisko, Moutnice und Těšany im Nordosten, Zeleňák, Šitbořice im Osten, Křepice im Südosten, Velké Němčice und Uherčice im Süden, Vranovice im Südwesten, Přísnotice, Žabčice und Unkovice im Westen sowie Hrušovany u Brna und Židlochovice im Nordwesten.

## Geschichte
Die erste schriftliche Nachricht über Nozizlab stammt aus dem Jahre 1278. Seit 1347 ist die Existenz einer Pfarre belegt. 1371 wurde Buček von Nosislav als Besitzer der Feste genannt. Ein Weinberg ist seit 1406 belegbar. Nosislav war zu dieser Zeit in mehrere Anteile, die verschiedenen Besitzern gehörten, aufgeteilt. In der Mitte des 15. Jahrhunderts besaßen die Herren von Pernstein und Leipa die meisten Anteile von Nosislav. Wilhelm II. von Pernstein gewährte dem Dorf 1476 das Heimfallsrecht. 1485 kaufte er den größten Anteil von Nosislav einschließlich der Feste auf. Im Jahre 1486 wurde Nosislav durch Matthias Corvinus zum Städtchen erhoben und erhielt das Wappen- und Marktrecht verliehen. 1497 kam noch das Bergrecht hinzu. Bei der Verteilung des Besitzes Wilhelm von Pernsteins an seine Söhne wurde Nosislav 1508 an die Herrschaft Židlochovice angeschlossen. Im Jahre 1559 erhielt das Städtchen auch die Braugerechtigkeit verliehen. Die Pernsteiner verkauften Nosislav 1562 an Jan Ždánský von Zástřizl. Er hielt den Besitz bis 1565, ihm folgten die Herren von Zierotin. 1565 wurde in Nosislav ein Protestant als Pfarrer eingesetzt und 1571 ein evangelisches Dekanat eingerichtet. Im Jahre 1583 zogen Hutterer aus Židlochovice nach Nosislav und errichteten neben der Feste drei Häuser. Seit 1585 ist eine Schule in Nosislav nachweisbar. Nachdem die Feste nicht mehr als Herrensitz genutzt wurde, erfolgte 1615 ihr Verkauf an das Städtchen. 1616 erwarben die Herren von Waldstein das aus 163 Häusern bestehende Städtchen Nosislav. 1622 wurden die Hutterer des Landes verwiesen. Ein Großfeuer zerstörte 1629 60 Häuser. 1642 vernichtete ein erneuter Brand 15 Häuser einschließlich des Rathauses. Im darauf folgenden Jahre schlug der Blitz in den Kirchturm, der daraufhin zusammen mit dem benachbarten Pfarrhaus ausbrannte. Bei der zweiten Belagerung Brünns wurde Nosislav 1645 von den Schweden unter General Torstensson geplündert. Eine Pestepidemie führte in den Jahren 1645 bis 1646 zur Verödung des Städtchens. 1652 waren in Nosislav nur noch 32 Häuser bewohnt. Zwischen 1670 und 1690 erfolgte der Bau eines neuen Rathauses, 1691 entstand ein Schulhaus. Im Jahre 1696 bestand das Städtchen aus 101 Wohnhäusern. 1697 erwarb Philipp Ludwig von Sinzendorf die Herrschaft Židlochovice. Das Hochgericht wurde 1729 abgeschafft, zuvor war das Privileg im Jahre 1721 bei der Hinrichtung von Johanka Strnadka letztmals angewendet worden. Während des Ersten Schlesischen Krieges besetzten vom 24. Februar bis 9. April 1742 preußische Truppen den Ort. 1743 wurde Leopold von Dietrichstein Besitzer der Herrschaft Židlochovice. Im selben Jahre zogen sieben evangelische Familien nach Ungarn, 1750 wanderten weitere sechs Familien ab. Nach dem Toleranzpatent gründete sich am 31. Dezember 1781 in Nosislav eine evangelische Kirchgemeinde. Diese errichtete 1783–1784 ein Bethaus und 1788 eine evangelische Schule. Vom 20.–29. November 1805 besetzten napoleonische Truppen Nosislav. Nach der Schlacht bei Austerlitz fielen die Franzosen am 3. Dezember 1805 erneut ein und plünderten das Städtchen. 1819 erwarb Albert Kasimir von Sachsen-Teschen die Herrschaft. 1820 wurden in Nosislav 195 Wohnhäuser gezählt. Bei dem Großbrand von 1828 wurde auch die Kirche stark beschädigt.
Nach der Aufhebung der Patrimonialherrschaften bildete Nosislav/Nußlau ab 1850 eine Marktgemeinde in der Bezirkshauptmannschaft Auspitz und dem Gerichtsbezirk Židlochovice. 1852 wurde der evangelische Friedhof angelegt. Zwischen 1891 und 1892 erfolgte der Bau einer neuen evangelischen Schule, 1894 erhielt auch die katholische Schule ein neues Gebäude. 1899 bildete sich die Freiwillige Feuerwehr. Am 8. März 1904 warf ein Sturm die 500-jährige Weißpappel an der Svratka-Brücke bei Boudky um. Der 36 m hohe Baum hatte einen Stammdurchmesser von 3,52 m und einen Stammumfang von 11,25 m. Nach dem Ersten Weltkrieg wurden die Güter des Hauses Habsburg-Lothringen enteignet. Die letzte Ziegelei in Nosislav stellte 1950 den Betrieb ein. Zwischen 1948 und 1960 gehörte die Gemeinde zum Okres Židlochovice. Nach dessen Aufhebung wurde Vranovice dem Okres Břeclav zugeschlagen. 1961 gab es in Nosislav 356 Wohnhäuser, 1967 waren es 377. In den Jahren 1961–62 erfolgte der Abbruch des Rathauses. Seit dem 1. Januar 1996 gehört die Gemeinde zum Okres Brno-venkov. Am 23. Oktober 2007 erhielt Nosislav wieder den Status eines Městys.

## Gemeindegliederung
Für den Městys Nosislav sind keine Ortsteile ausgewiesen. Zu Nosislav gehören die Einschichten Zeleňák (Grünbaumhof) und Boudky (Baudecker Hof).

## Ehrenbürger
- 1930: Tomáš Garrigue Masaryk

## Sehenswürdigkeiten
- Kirche Jakobus des Älteren, sie entstand 1537–1539 an Stelle eines romanischen Vorgängerbaus. 1667 erfolgte ein Umbau im Renaissancestil, dabei wurde der Kirchturm erniedrigt.
- evangelische Kirche, erbaut 1872–1876 im neoromanischen Stil
- Wasserfeste Nosislav, der spätgotische Bau ist seit 1371 nachweisbar
- historische Weinkeller
- Statue des hl. Johannes von Nepomuk
- Naturpark Výhon, nördlich des Ortes
- Naturdenkmal Nosislavská zátočina, die Mäander der Svratka nordwestlich von Nosislav sind seit 1991 geschützt.